# 包童孔
包童孔（？—？），男，景颇族，中国政治人物，曾任德宏傣族景颇族自治州人民检察院检察长，第五届全国政协委员。